# یواس‌اس آلباتروس (اس‌پی-۱۰۰۳)
یواس‌اس آلباتروس (اس‌پی-۱۰۰۳) (به انگلیسی: USS Albatross (SP-1003)) یک کشتی بود که طول آن ۳۹ فوت (۱۲ متر) بود. این کشتی در سال ۱۹۱۲ ساخته شد.